# Metaphidippus cupreus
Metaphidippus cupreus là một loài nhện trong họ Salticidae.
Loài này thuộc chi Metaphidippus. Metaphidippus cupreus được Frederick Octavius Pickard-Cambridge miêu tả năm 1901.